# (34972) 5039 T-2
5039 T-2 (asteroide 34972) é um asteroide da cintura principal. Possui uma excentricidade de 0.09437400 e uma inclinação de 12.93297º.
Este asteroide foi descoberto no dia 25 de setembro de 1973 por Cornelis Johannes van Houten e Ingrid van Houten-Groeneveld e Tom Gehrels em Palomar.